# Ratchathewi
Ratchathewi (tiếng Thái: ราชเทวี, phiên âm: Lát-cha-the-vi), là một quân ở trung tâm Bangkok, Thái Lan.
Những quận lân cận: Phaya Thai, Din Daeng, Huai Khwang, Watthana, Pathum Wan, Pom Prap Sattru Phai và Dusit.

## Lịch sử

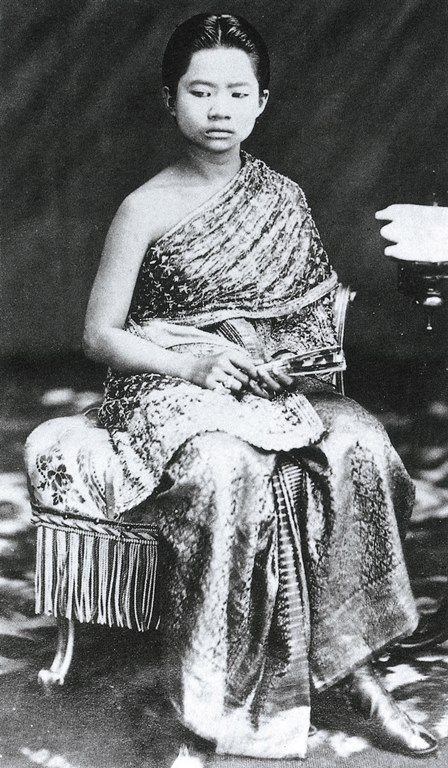
Hoàng hậu Sukumalmarsri

Ratchathewi là một phần của quận Dusit trước năm 1966, và là một phần của quận Phaya Thai từ năm 1966-1989, sau đó nó được tách ra để trở thành một quận trung tâm của thành phố Bangkok. Tên quận được đặt theo tên của ngã tư Ratchathewi, đó là giao điểm của đường Phetchaburi và đường Phaya Thai. Tên ban đầu có nguồn gốc từ người phối ngẩu của vua Chulalongkorn là bà Sukhumala Marasri. Thuật ngữ Phra Rathewi (cũng đánh vần Phra Rajadevi) là một tước hiệu trong Hoàng gia Thái Lan dành cho các phu nhân của hoàng gia.

## Hành chính
Quận Ratchathewi được chia làm 4 tiểu khu (Khwaeng).
| 1. | Thung Phaya Thai   | ทุ่งพญาไท   |  |
| 2. | Thanon Phaya Thai  | ถนนพญาไท  |  |
| 3. | Thanon Phetchaburi | ถนนเพชรบุรี |  |
| 4. | Makkasan           | มักกะสัน    |  |

## Địa danh

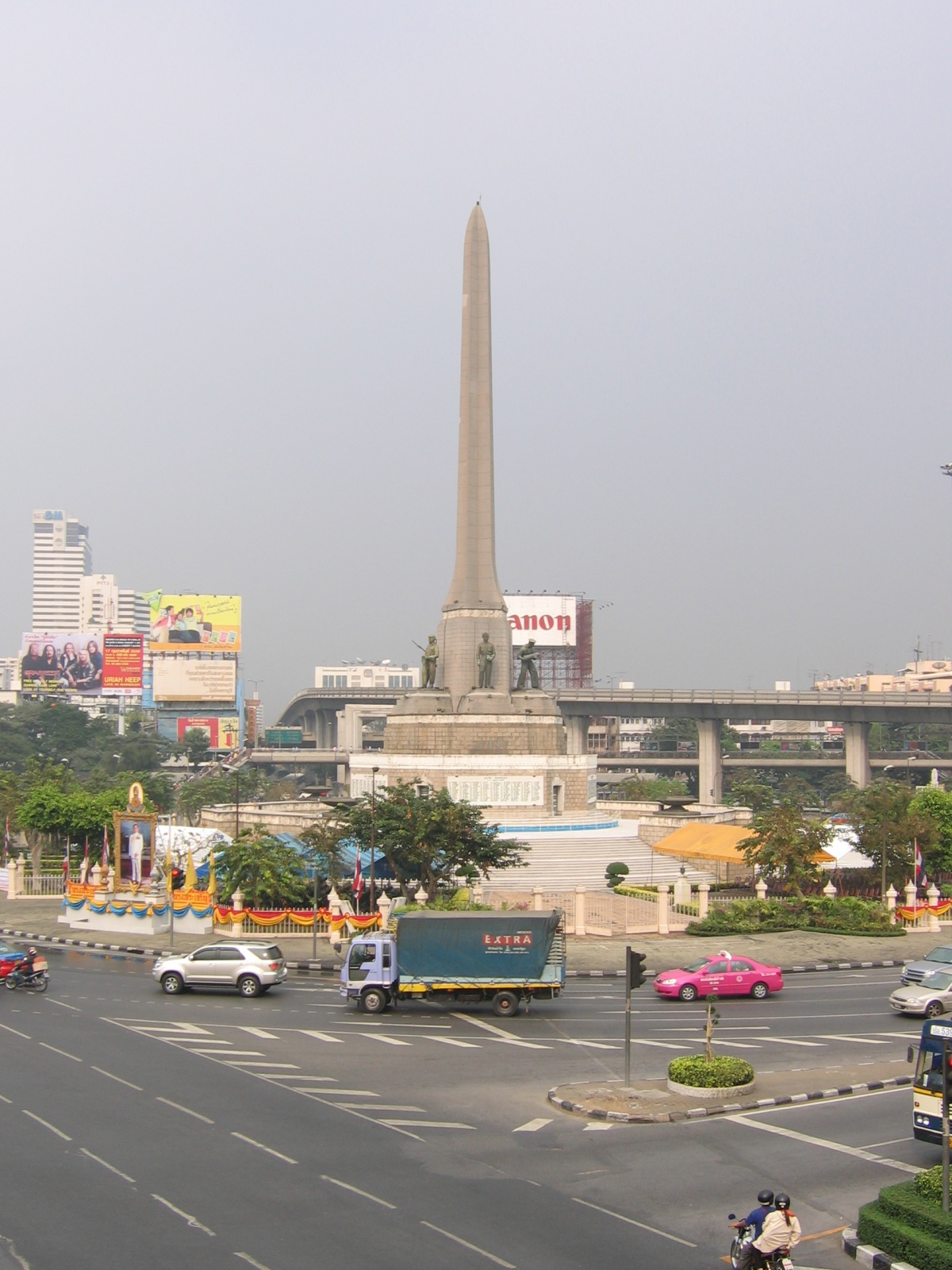
Tượng đài Chiến thắng

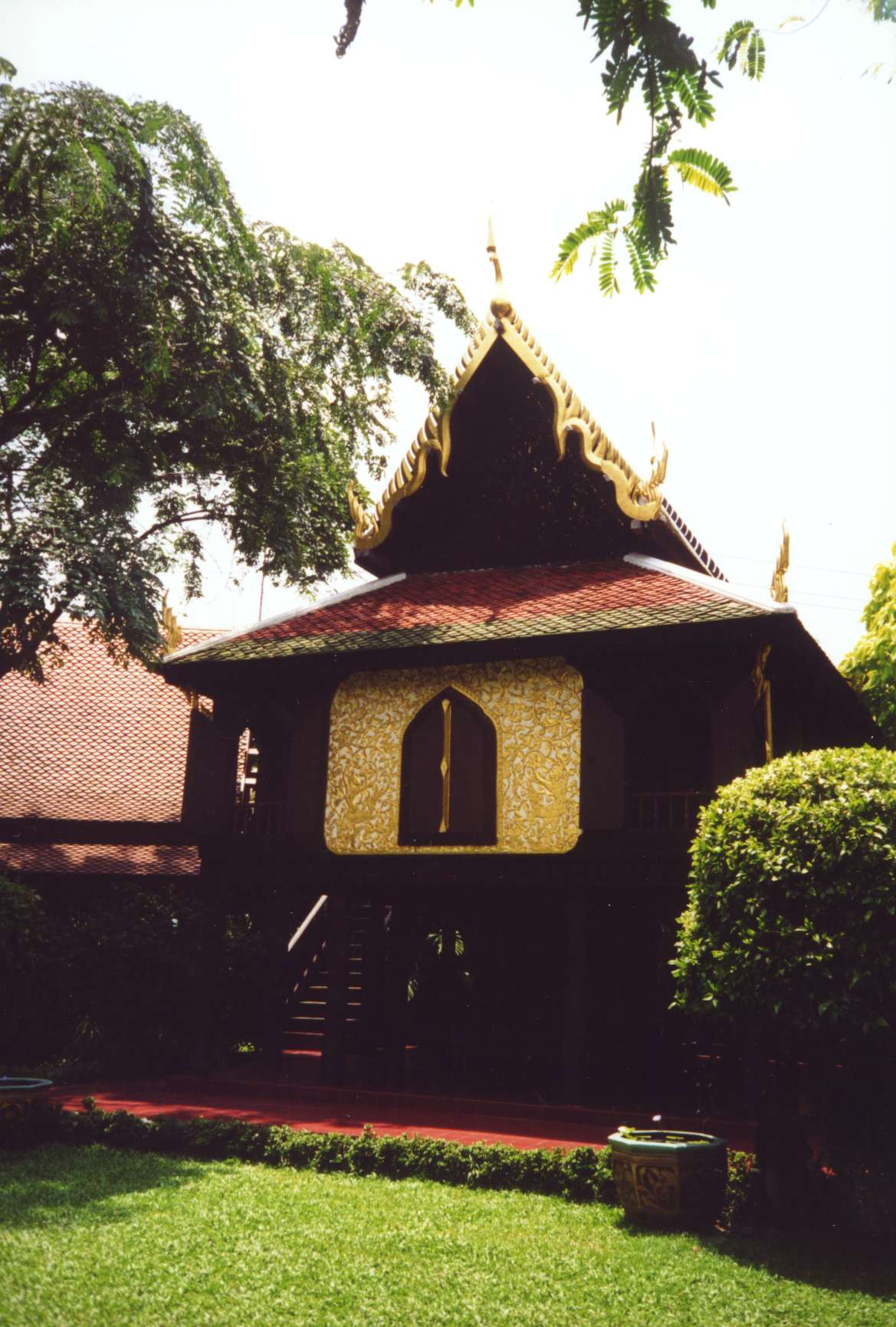
Suan Pakkad

Tượng đài Chiến thắng, Bangkok, được cho xây dựng dưới thời Thủ tướng Plaek Phibunsongkhram, để tưởng nhớ 59 người Thái đã tử nạn trong cuộc Chiến tranh Pháp-Thái. Lễ khánh thành được tổ chức vào ngày 24 tháng 6 năm 1942. Nó được xây dựng với hình dáng của năm lưỡi lê kết hợp với nhau và năm bức tượng xung quanh, đại diện cho quân đội, hải quân, không quân, cảnh sát, chính quyền và dân sự. Có 809 tên liệt sĩ được ghi bên dưới các bức tượng, bao gồm cả các tử sĩ trong Thế chiến II và Chiến tranh Triều Tiên. Nó bây giờ là một trung tâm xe buýt lớn với một trạm Hệ thống tàu điện trên cao Bangkok gần đó.
Tháp Baiyoke (cao 151 m, 43 tầng) và Tháp Baiyoke II (304 m, 85 fl) là tòa nhà cao nhất hiện nay ở Bangkok có thể luôn được được nhìn thấy từ cuối đường chân trời từ rất xa. Chúng nằm ở gần nhau trong khu vực được gọi là Pratu Nam. Việc xây dựng Tháp Baiyoke được hoàn thành vào năm 1987 và vẫn là tòa nhà cao nhất cho đến năm 1993. Tháp Baiyoke II đã được hoàn thành vào cuối năm 1997 và mở cho công chúng vào tháng 1 năm 1998. Cả hai tòa nhà được sử dụng chủ yếu như các khách sạn Baiyoke Suite (trong tháp 1) và Baiyoke Sky (tháp 2) với tầng thấp hơn là các cửa hàng thương mại.
Bảo tàn Suan Pakkad...

## Bueng Makkasan
Là một hồ nước nhân tạo lớn ở trung tâm của Bangkok, tọa lạc trong quận này. Bueng Makkasan (บึง มักกะสัน) dài 2,4 km, rộng 60 m và sâu 15 m. Nó được sử dụng vào mục đích phòng chống lụt ở Bangkok. Bây giờ hồ được bao phủ bởi hệ thống đường cao tốc.

## Giáo dục
Trong quận có Trường Indonesia ở Bangkok, tọa lạc gần Đại sứ quán Indonesia, là một trường quốc tế liên cấp từ mẫu giáo đến trung học phổ thông. Được Đại sứ quán Indonesia thành lập năm 1962.

## Liên kết
- BMA website with the touristical landmarks of Ratchathewi Lưu trữ ngày 23 tháng 2 năm 2008 tại Wayback Machine
- Ratchathewi district office Lưu trữ ngày 14 tháng 9 năm 2004 tại Wayback Machine (Thai only)
- Bangkok's Crucible of Construction Lưu trữ ngày 18 tháng 11 năm 2005 tại Wayback Machine (Items 1 to 7 and 35 to 42. The rest are belong to nearby Pathum Wan district)
- Suan Pakkad Palace Museum